# Rigmor Lange
Rigmor Lange, född 4 juni 1926 i Oslo, död där 14 juni 1979, var en norsk skådespelare och dansare.
Lange verkade vid Edderkoppen Teater, Oslo Nye Teater och Trøndelag Teater. Hon filmdebuterade 1949 i Vi flyger på Rio och medverkade tre filmer och en TV-film fram till 1965.
Hon tilldelades Spellemannprisen 1974 i kategorin "barneplate".

## Filmografi
- 1949 – Vi flyger på Rio
- 1960 – Venner
- 1965 – De kalte ham Skarven
- 1965 – Den forvandlede brudgom (röst)